# Puchar Niemiec w piłce nożnej (2021/2022)
Puchar Niemiec w piłce nożnej mężczyzn 2021/2022 – 79. edycja rozgrywek mających na celu wyłonienie zdobywcy Pucharu Niemiec, który uzyska tym samym prawo gry w fazie grupowej Ligi Europy UEFA sezonu 2022/2023. Finał został rozegrany na Stadionie Olimpijskim w Berlinie. Puchar wygrało RB Lipsk, które w finale pokonało SC Freiburg po karnych 4:2 (w regulaminowym czasie 1:1).

## Uczestnicy
| uczestnicy Bundesligi w sezonie 2020/2021 wszystkie zespoły | uczestnicy 2. Bundesligi w sezonie 2020/2021 wszystkie zespoły | 4 najlepsze zespoły 3. Bundesligi w sezonie 2020/2021 oraz zdobywcy pucharów regionalnych 28 zespołów |
| --- | --- | --- |
| - Bayern Monachium - RB Lipsk - Borussia Dortmund - VfL Wolfsburg - Eintracht Frankfurt - Bayer Leverkusen - 1. FC Union Berlin - Borussia Mönchengladbach - VfB Stuttgart - SC Freiburg - TSG 1899 Hoffenheim - 1. FSV Mainz 05 - FC Augsburg - Hertha BSC - Arminia Bielefeld - 1. FC Köln - Werder Brema - FC Schalke 04 | - VfL Bochum - SpVgg Greuther Fürth - Holstein Kiel - HSV - Fortuna Düsseldorf - Karlsruher SC - SV Darmstadt 98 - 1. FC Heindenheim - SC Paderborn 07 - FC St. Pauli - 1. FC Nürnberg - FC Erzgebirge Aue - Hannover 96 - SSV Jahn Regensburg - SV Sandhausen - VfL Osnabrück - Eintracht Brunszwik - Würzburger Kickers | - Dynamo Drezno - Hansa Rostock - FC Ingolstadt 04 - TSV 1860 Monachium - Bremer SV - SC Weiche Flensburg - Lokomotive Lipsk - SpVgg Bayreuth - Greifswalder FC - FC Eintracht Norderstedt 03 - Wuppertaler SV - BFC Dynamo - SSV Ulm 1846 Fußball - SV Babelsberg 03 - SV Wehen Wiesbaden - SV Meppen - VfL Oldenburg - Preußen Münster - Sportfreunde Lotte - 1. FC Kaiserslautern - SV Waldof Mannheim - Türkgücü Monachium - FC Viktoria Köln - FC Rot-Weiß Koblenz - SV 07 Elversberg - 1. FC Magdeburg - FC 08 Villingen - FC Carl Zeiss Jena |

## Plan rozgrywek
- 1. runda – 06-25.08.2021r.
- 2. runda – 26-27.10.2021r.
- 3. runda – 18-19.01.2022r.
- ćwierćfinał – 01-02.03.2022r.
- półfinał – 19-20.04.2022r.
- finał – 21.05.2022r.

## Rozgrywki

### 1. runda
Mecze 1. rundy odbyły się w dniach 6-25 sierpnia 2021roku.
| 6 sierpnia 2021 | Dynamo Drezno           | 2:1   | SC Paderborn 07 |                                                                      |
| 20:45           | 54' Knipping · 88' Kade | (0:0) | 61' Michel      | Rudolf-Harbig-Stadion, Drezno Widzów: 12 702 Sędzia: Christof Günsch |

| 6 sierpnia 2021 | TSV 1860 Monachium                               | 1:1 k. 5:4    | SV Darmstadt 98                                    |                                                                                              |
| 20:45           | 75' Steinhart                                    | (0:0, k. 5:4) | 80' Pfeiffer                                       | Städtisches Stadion an der Grünwalder Straße, Monachium Widzów: 4 800 Sędzia: Tobias Reichel |
| 20:45           | · Steinhart · Tallig · Dressel · Staude · Salger | Rzuty karne   | · Pfeiffer · Holland · Schnellhardt · Manu · Tietz | Städtisches Stadion an der Grünwalder Straße, Monachium Widzów: 4 800 Sędzia: Tobias Reichel |

| 7 sierpnia 2021 | SC Weiche Flensburg 08 | 2:4 (pd.) | Holstein Kiel                                       |                                                                          |
| 15:30           | 104', 110' Herrmann    | (0:0)     | 94' Arp · 105' Sander · 120' Reese · 120+2' Bartels | Manfred-Werner Stadion, Flensburg Widzów: 1 700 Sędzia: Frank Willenborg |

| 7 sierpnia 2021 | Lokomotive Lipsk | 0:3   | Bayer 04 Leverkusen              |                                                                   |
| 15:30           |                  | (0:2) | 5', 87' Demirbay · 14' Bellarabi | Bruno-Plache-Stadion, Lipsk Widzów: 6 800 Sędzia: Florian Lechner |

| 7 sierpnia 2021 | SV Sandhausen | 0:4   | RB Lipsk                                              |                                                                            |
| 15:30           |               | (0:2) | 19' Orbán · 45' Haidara · 59' Nkunku · 81' Szoboszlai | BWT-Stadion am Hardtwald, Sandhausen Widzów: 4 067 Sędzia: Daniel Schlager |

| 7 sierpnia 2021 | SpVgg Bayreuth                                  | 3:6   | Arminia Bielefeld                                                   |                                                                          |
| 15:30           | 14' Knezevic · 52' Maderer · 68' Nilsson (sam.) | (1:2) | 11' Laursen · 28' Klos · 51', 85' Lasme · 73' Nilsson · 79' · Kunze | Hans-Walter-Wild-Stadion, Bayreuth Widzów: 5 000 Sędzia: Robert Hartmann |

| 7 sierpnia 2021 | Greifswalder FC             | 2:4   | FC Augsburg                                             |                                                                     |
| 15:30           | 2' Knechtel · 69' Jovanović | (1:1) | 41' Winther · 52' Niederlechner · 68' Jensen · 80' Hahn | Volksstadion Greifswald, Greifswald Widzów: 4 000 Sędzia: Max Burda |

| 7 sierpnia 2021 | VfL Osnabrück            | 2:0   | Werder Brema |                                                                |
| 15:30           | 45' Trapp · 90+6' Köhler | (1:0) |              | Bremer Brücke, Osnabrück Widzów: 5 341 Sędzia: Patrick Ittrich |

| 7 sierpnia 2021 | Eintracht Norderstedt | 0:4   | Hannover 96                                 |                                                                              |
| 15:30           |                       | (0:2) | 20' Ochs · 45+1', 63' Ducksch · 65' Muslija | Edmund-Plambeck-Stadion, Norderstedt Widzów: 745 Sędzia: Matthias Jöllenbeck |

| 7 sierpnia 2021 | Wuppertaler SV                         | 1:2 (pd.) | VfL Bochum               |                                                             |
| 15:30           | 22' Semir Saric · 120' Pires-Rodrigues | (1:0)     | 53' Zoller · 111' Tesche | Stadion am Zoo, Wuppertal Widzów: 4 490 Sędzia: Patrick Alt |

| 7 sierpnia 2021 | BFC Dynamo | 0:6   | VfB Stuttgart                                                                               |                                                                       |
| 15:30           |            | (0:2) | 26' Al Ghaddioui · 45+1' Sosa · 53' Mavropanos · 68' Klimowicz · 82' Sankoh · 88' Churlinov | Sportforum Hohenschönhausen, Berlin Widzów: 3 500 Sędzia: Eric Müller |

| 7 sierpnia 2021 | SSV Ulm 1846 Fußball | 0:1   | 1. FC Nürnberg |                                                        |
| 18:30           |                      | (0:0) | 79' Duman      | Donaustadion, Ulm Widzów: 6 743 Sędzia: Michael Bacher |

| 7 sierpnia 2021 | SV Babelsberg 03                                     | 2:2 k. 5:4    | SpVgg Greuther Fürth                               |                                                                    |
| 18:30           | 37' Rausch · 70' Hoffmann                            | (1:1, k. 5:4) | 22' Hrgota · 85' Green                             | Karl-Liebknecht-Stadion, Poczdam Widzów: 3 030 Sędzia: Robin Braun |
| 18:30           | · Frahn · Wegener · Lela · Reimann · Moravec · Danko | Rzuty karne   | · Green · Seguin · Hrgota · Barry · Sarpei · Bauer | Karl-Liebknecht-Stadion, Poczdam Widzów: 3 030 Sędzia: Robin Braun |

| 7 sierpnia 2021 | 1. FC Magdeburg | 2:3   | FC St. Pauli                    |                                                              |
| 18:30           | 31', 54' Conteh | (1:2) | 3', 58' Burgstaller · 40' Medic | MDCC-Arena, Magdeburg Widzów: 15 000 Sędzia: Robert Schröder |

| 7 sierpnia 2021 | SV Wehen Wiesbaden | 0:3   | Borussia Dortmund    |                                                              |
| 20:45           |                    | (0:2) | 26', 31', 51' Håland | Brita-Arena, Wiesbaden Widzów: 4 882 Sędzia: Benjamin Cortus |

| 8 sierpnia 2021 | SV Meppen | 0:1   | Hertha BSC  |                                                          |
| 15:30           |           | (0:0) | 90+1' Selke | Hänsch-Arena, Meppen Widzów: 6 000 Sędzia: Robert Kampka |

| 8 sierpnia 2021 | SV Elversberg                                                                                 | 2:2 k. 7:8    | 1. FSV Mainz 05                                                                   |                                                                                             |
| 15:30           | 73', 110' Schnellbacher                                                                       | (0:0, k. 7:8) | 89', 116' Burkardt                                                                | Ursapharm-Arena an der Kaiserlinde, Spiesen-Elversberg Widzów: 2 600 Sędzia: Thorben Siewer |
| 15:30           | · Schnellbacher · Fellhauer · Baumgärtel · Dragon · Conrad · Laprévotte · Müller · Piechowski | Rzuty karne   | · Niakhaté · Stöger · Boëtius · Burkardt · Brosinski · Martín · St. Juste · Stach | Ursapharm-Arena an der Kaiserlinde, Spiesen-Elversberg Widzów: 2 600 Sędzia: Thorben Siewer |

| 8 sierpnia 2021 | FC Carl Zeiss Jena                        | 1:1 k. 2:4    | 1. FC Köln                             |                                                                     |
| 15:30           | 5' Wolfram                                | (1:0, k. 2:4) | 69' Skhiri                             | Ernst-Abbe-Sportfeld, Jena Widzów: 2 728 Sędzia: Florian Badstübner |
| 15:30           | · Oesterhelweg · Bürger · Dedidis · Lange | Rzuty karne   | · Lemperle · Schaub · Thielmann · Duda | Ernst-Abbe-Sportfeld, Jena Widzów: 2 728 Sędzia: Florian Badstübner |

| 8 sierpnia 2021 | FC 08 Villingen | 1:4   | FC Schalke 04                                  |                                                                                        |
| 15:30           | 31' Plavci      | (1:1) | 17', 51' Bülter · 49' Martínez · 79' Michailow | MS Technologie Arena, Villingen-Schwenningen Widzów: 4 992 Sędzia: Wolfgang Haslberger |

| 8 sierpnia 2021 | SV Waldhof Mannheim      | 2:0   | Eintracht Frankfurt |                                                                     |
| 15:30           | 48' Seeger · 52' Boyamba | (0:0) | 62' Hinteregger     | Carl-Benz-Stadion, Mannheim Widzów: 12 151 Sędzia: Sascha Stegemann |

| 8 sierpnia 2021 | FC Rot-Weiß Koblenz | 0:3   | SSV Jahn Regensburg                     |                                                                    |
| 15:30           |                     | (0:2) | 27' Beste · 31' Albers · 68' Besuschkow | Stadion Oberwerth, Koblencja Widzów: 2 000 Sędzia: Mitja Stegemann |

| 8 sierpnia 2021 | Türkgücü Monachium | 0:1   | 1. FC Union Berlin |                                                                                               |
| 15:30           |                    | (0:1) | 23' Kruse          | Städtisches Stadion an der Grünwalder Straße, Monachium Widzów: 3 500 Sędzia: Martin Petersen |

| 8 sierpnia 2021 | VfL Oldenburg | 0:5   | Fortuna Düsseldorf                                           |                                                                   |
| 15:30           |               | (0:3) | 13', 61' Hennings · 23' Abbes · 26' Kownacki · 70' Shipnoski | Marschweg-Stadion, Oldenburg Widzów: 4 200 Sędzia: Sven Jablonski |

| 8 sierpnia 2021 | Preußen Münster | 1:3 (pd.) | VfL Wolfsburg                             |                                                                 |
| 15:30           | 74' Hoffmeier   | (0:0)     | 90' Brekalo · 103' Weghorst · 120+1' Baku | Preußenstadion, Münster Widzów: 7 000 Sędzia: Christian Dingert |

| 8 sierpnia 2021 | Eintracht Brunszwik | 1:2   | HSV                        |                                                                |
| 18:30           | 44' Ihorst          | (1:1) | 29' Gyamerah · 68' Glatzel | Eintracht-Stadion, Brunszwik Widzów: 6 167 Sędzia: Tobias Welz |

| 8 sierpnia 2021 | Würzburger Kickers | 0:1   | SC Freiburg |                                                                 |
| 18:30           |                    | (0:1) | 45' Schmid  | flyeralarm Arena, Würzburg Widzów: 2 820 Sędzia: Benjamin Brand |

| 8 sierpnia 2021 | Hansa Rostock                                | 3:2 (pd.) | 1. FC Heidenheim           |                                                            |
| 18:30           | 57' Mainka (sam.) · 94' Rizzuto · 119' Munsy | (0:1)     | 25' Mainka · 108' Schimmer | Ostseestadion, Rostock Widzów: 15 000 Sędzia: Arne Aarnink |

| 9 sierpnia 2021 | FC Ingolstadt 04      | 2:1   | FC Erzgebirge Aue |                                                                 |
| 18:30           | 6' Bilbija · 79' Kaya | (1:0) | 67' Zolinski      | Audi Sportpark, Ingolstadt Widzów: 3 322 Sędzia: Daniel Siebert |

| 9 sierpnia 2021 | FC Viktoria Köln         | 2:3 (pd.) | TSG 1899 Hoffenheim             |                                                                |
| 18:30           | 33' Handle · 102' Greger | (1:1)     | 27', 107' Kramarić · 94' Dabbur | Sportpark Höhenberg, Kolonia Widzów: 3 402 Sędzia: Franz Bokop |

| 9 sierpnia 2021 | Sportfreunde Lotte | 1:4   | Karlsruher SC                                            |                                                                   |
| 18:30           | 72' Brauer         | (0:1) | 44' Schleusener · 50' Hofmann · 58' Kaufmann · 79' Cueto | Stadion am Lotter Kreuz, Lotte Widzów: 5 000 Sędzia: Riem Hussein |

| 9 sierpnia 2021 | 1. FC Kaiserslautern | 0:1   | Borussia Mönchengladbach |                                                                        |
| 20:45           |                      | (0:1) | 11' Stindl               | Fritz-Walter-Stadion, Kaiserslautern Widzów: 5 000 Sędzia: Harm Osmers |

| 25 sierpnia 2021 | Bremer SV  | 0:12  | Bayern Monachium |                                                           |
| 20:15            | 77' Nobile | (0:5) | 8', 28', 35', 82' Choupo-Moting · 16', 48' Musiala · 27' Warm (sam.) · 47' Tillman · 65' Sané · 80' Cuisance · 86' Sarr · 88' Tolisso | Weserstadion, Brema Widzów: 10 093 Sędzia: Nicolas Winter |

### 2. runda
Mecze 2. rundy odbyły się w dniach 26-27 października 2021 roku.
| 26 października 2021 | Preußen Münster            | 1:3   | Hertha BSC                              |                                                                 |
| 18:30                | 41' Deters · 45+1' Remberg | (1:1) | 3' Jovetić · 79' Belfodil · 83' Richter | Preußenstadion, Münster Widzów: 11 037 Sędzia: Frank Willenborg |

| 26 października 2021 | SV Babelsberg 03 | 0:1   | RB Lipsk       |                                                                        |
| 18:30                |                  | (0:1) | 45' Szoboszlai | Karl-Liebknecht-Stadion, Poczdam Widzów: 6 218 Sędzia: Benjamin Cortus |

| 26 października 2021 | TSV 1860 Monachium | 1:0   | FC Schalke 04 |                                                                                              |
| 18:30                | 5' Lex             | (1:0) | 48' Thiaw     | Städtisches Stadion an der Grünwalder Straße, Monachium Widzów: 15 000 Sędzia: Robert Kampka |

| 26 października 2021 | TSG 1899 Hoffenheim                                                               | 5:1   | Holstein Kiel |                                                               |
| 18:30                | 3' van den Bergh (sam.) · 31' Wahl (sam.) · 59' Stiller · 72' Dabbur · 84' Larsen | (2:0) | 47' Neumann   | Prezero-Arena, Sinsheim Widzów: 5 033 Sędzia: Robert Hartmann |

| 26 października 2021 | Borussia Dortmund | 2:0   | FC Ingolstadt 04 |                                                                        |
| 20:00                | 72', 81' Hazard   | (0:0) |                  | Signal Iduna Park, Dortmund Widzów: 28 000 Sędzia: Matthias Jöllenbeck |

| 26 października 2021 | VfL Osnabrück                                    | 2:2 k. 2:3    | SC Freiburg                                          |                                                                 |
| 20:45                | 90+7' Gugganig · 108' Klaas · 117' Simakala      | (0:1, k. 2:3) | 33' Grifo · 120' Schlotterbeck                       | Bremer Brücke, Osnabrück Widzów: 12 000 Sędzia: Robert Schröder |
| 20:45                | · Kleinhansl · Klaas · Gugganig · Itter · Wooten | Rzuty karne   | · Höler · Günter · Eggestein · Schlotterbeck · Jeong | Bremer Brücke, Osnabrück Widzów: 12 000 Sędzia: Robert Schröder |

| 26 października 2021 | 1. FC Nürnberg                         | 1:1 k. 2:4    | HSV                                    |                                                                        |
| 20:45                | 59' Duman                              | (0:1, k. 2:4) | 45' David                              | Max-Morlock-Stadion, Norymberga Widzów: 20 000 Sędzia: Bastian Dankert |
| 20:45                | · Geis · Duman · Tempelmann · Sörensen | Rzuty karne   | · Kinsombi · Kittel · Schonlau · David | Max-Morlock-Stadion, Norymberga Widzów: 20 000 Sędzia: Bastian Dankert |

| 26 października 2021 | 1. FSV Mainz 05                              | 3:2 (pd.) | Arminia Bielefeld     |                                                              |
| 20:45                | 53' Burkardt · 59' Onisiwo · 114' Ingvartsen | (0:1)     | 2' Okugawa · 89' Klos | MEWA Arena, Moguncja Widzów: 10 000 Sędzia: Sascha Stegemann |

| 27 października 2021 | SV Waldhof Mannheim | 1:3 (pd.) | 1. FC Union Berlin              |                                                                   |
| 18:30                | 4' Rossipal         | (1:1)     | 18', 118' Behrens · 94' Awoniyi | Carl-Benz-Stadion, Mannheim Widzów: 15 000 Sędzia: Benjamin Brand |

| 27 października 2021 | VfL Bochum                                      | 2:2 k. 5:4    | FC Augsburg                                               |                                                                    |
| 18:30                | 12', 53' Pantović                               | (1:0, k. 5:4) | 55' Oxford · 58' Vargas                                   | Vonovia Ruhrstadion, Bochum Widzów: 15 220 Sędzia: Martin Petersen |
| 18:30                | · Rexhbecaj · Mašović · Blum · Polter · Riemann | Rzuty karne   | · Gouweleeuw · Finnbogason · Strobl · Gregoritsch · Maier | Vonovia Ruhrstadion, Bochum Widzów: 15 220 Sędzia: Martin Petersen |

| 27 października 2021 | Dynamo Drezno                     | 2:3 (pd.) | FC St. Pauli                                |                                                                     |
| 18:30                | 66' Daferner · 73' Ziereis (sam.) | (0:0)     | 63' Paqarada · 72' Dittgen · 101' Buchtmann | Rudolf-Harbig-Stadion Drezno Widzów: 16 000 Sędzia: Sven Waschitzki |

| 27 października 2021 | Bayer 04 Leverkusen | 1:2   | Karlsruher SC           |                                                         |
| 18:30                | 54' Frimpong        | (0:1) | 5' Cueto · 63' Rok Choi | BayArena, Leverkusen Widzów: 13 060 Sędzia: Tobias Welz |

| 27 października 2021 | Hannover 96                   | 3:0   | Fortuna Düsseldorf |                                                             |
| 20:45                | 30' Kerk · 90+2', 90+5' Beier | (1:0) |                    | HDI-Arena, Hanower Widzów: 8 000 Sędzia: Florian Badstübner |

| 27 października 2021 | Borussia Mönchengladbach                             | 5:0   | Bayern Monachium |                                                                      |
| 20:45                | 2' Manu Kone · 15', 21' Bensebaini · 51', 57' Embolo | (3:0) |                  | Borussia-Park, Mönchengladbach Widzów: 48 500 Sędzia: Tobias Stieler |

| 27 października 2021 | SSV Jahn Regensburg                        | 3:3 k. 2:4    | Hansa Rostock                             |                                                                        |
| 20:45                | 71' Singh · 90+1' Zawrts · 101' Breitkreuz | (0:1, k. 2:4) | 9' Riedel · 56' Mamba · 120+1' Breier     | Jahnstadion Regensburg, Ratyzbona Widzów: 7 000 Sędzia: Tobias Reichel |
| 20:45                | · Wekesser · Boukhalfa · Albers · Guwara   | Rzuty karne   | · Baxter Bahn · Malone · Behrens · Breier | Jahnstadion Regensburg, Ratyzbona Widzów: 7 000 Sędzia: Tobias Reichel |

| 27 października 2021 | VfB Stuttgart | 0:2   | 1. FC Köln       |                                                                     |
| 20:45                |               | (0:0) | 72', 77' Modeste | Mercedes-Benz-Arena, Stuttgart Widzów: 25 000 Sędzia: Deniz Aytekin |

### 3. runda
Mecze 3. rundy odbyły się w dniach 18-19 stycznia 2022 roku.
| 18 stycznia 2022 | TSV 1860 Monachium | 0:1   | Karlsruher SC |                                                                                           |
| 18:30            |                    | (0:0) | 69' Wanitzek  | Städtisches Stadion an der Grünwalder Straße, Monachium Widzów: 0 Sędzia: Martin Petersen |

| 18 stycznia 2022 | 1. FC Köln                                  | 1:1 k. 3:4    | HSV                                                  |                                          |
| 18:30            | 120+1' Modeste                              | (0:0, k. 3:4) | 92' Glatzel                                          | RheinEnergieStadion, Kolonia Widzów: 750 |
| 18:30            | · Özcan · Modeste · Ljubicic · Duda · Kainz | Rzuty karne   | · Kinsombi · Kittel · Vušković · Gyamerah · Schonlau | RheinEnergieStadion, Kolonia Widzów: 750 |

| 18 stycznia 2022 | FC St. Pauli                    | 2:1   | Borussia Dortmund |                                                               |
| 20:45            | 4' Amenyido · 40' Witsel (sam.) | (2:0) | 58' Håland        | Millerntor-Stadion, Hamburg Widzów: 2 000 Sędzia: Harm Osmers |

| 18 stycznia 2022 | VfL Bochum                    | 3:1   | 1. FSV Mainz 05 |                                                             |
| 20:45            | 56', 59' Pantović · 79' Löwen | (0:1) | 36' Onisiwo     | Vonovia Ruhrstadion, Bochum Widzów: 750 Sędzia: Felix Brych |

| 19 stycznia 2022 | Hannover 96              | 3:0   | Borussia Mönchengladbach |                                                           |
| 18:30            | 4', 51' Beier · 36' Kerk | (2:0) |                          | HDI-Arena, Hanower Widzów: 500 Sędzia: Florian Badstübner |

| 19 stycznia 2022 | RB Lipsk              | 2:0   | Hansa Rostock |                                                            |
| 18:30            | 6' Poulsen · 82' Olmo | (1:0) |               | Red Bull Arena, Lipsk Widzów: 1 000 Sędzia: Sven Jablonski |

| 19 stycznia 2022 | TSG 1899 Hoffenheim      | 1:4   | SC Freiburg                                 |                                                             |
| 20:45            | 53' Schlotterbeck (sam.) | (0:2) | 10', 35' Grifo · 55' Schade · 68' Demirović | Prezero-Arena, Sinsheim Widzów: 500 Sędzia: Robert Schröder |

| 19 stycznia 2022 | Hertha BSC                        | 2:3   | 1. FC Union Berlin                             |                                                                   |
| 20:45            | 54' Khedira (sam.) · 90+5' Serdar | (0:1) | 11' Voglsammer · 50' Stark (sam.) · 55' Knoche | Stadion Olimpijski w Berlinie Widzów: 3 000 Sędzia: Deniz Aytekin |

### ćwierćfinały
Mecze ćwierćfinałowe odbyły się w dniach 1-2 marca 2022 roku.
| 1 marca 2022 | 1. FC Union Berlin          | 2:1   | FC St. Pauli |                                                                                  |
| 20:45        | 45' Becker · 75' Voglsammer | (1:1) | 21' Kyereh   | Stadion An der Alten Försterei, Berlin Widzów: 10 000 Sędzia: Florian Badstübner |

| 2 marca 2022 | HSV                                        | 2:2 k. 3:2    | Karlsruher SC                                                   |                                                               |
| 18:30        | 52', 90+1' Glatzel                         | (0:1, k. 3:2) | 40' Heise · 50' Hofmann · 71' Kobald                            | Volksparkstadion, Hamburg Widzów: 25 000 Sędzia: Felix Zwayer |
| 18:30        | · Schonlau · Vagnoman · Vušković · Glatzel | Rzuty karne   | · Jérôme Gondorf · Heise · Wanitzek · van Rhijn · O'Shaughnessy | Volksparkstadion, Hamburg Widzów: 25 000 Sędzia: Felix Zwayer |

| 2 marca 2022 | Hannover 96 | 0:4   | RB Lipsk                                 |                                                       |
| 18:30        |             | (0:2) | 17', 22' Nkunku · 67' Laimer · 73' Silva | HDI-Arena, Hanower Widzów: 25 000 Sędzia: Marco Fritz |

| 2 marca 2022 | VfL Bochum | 1:2 (pd.) | SC Freiburg                |                                                                    |
| 20:45        | 64' Polter | (0:0)     | 51' Petersen · 120' Sallai | Vonovia Ruhrstadion, Bochum Widzów: 10 000 Sędzia: Robert Schröder |

### półfinały
Mecze półfinałowe odbyły się w dniach 19-20 kwietnia 2022 roku.
| 19 kwietnia 2022 | HSV         | 1:3   | SC Freiburg                           |                                                                |
| 20:45            | 88' Glatzel | (0:3) | 11' Petersen · 17' Höfler · 35' Grifo | Volksparkstadion, Hamburg Widzów: 57 000 Sędzia: Deniz Aytekin |

| 20 kwietnia 2022 | RB Lipsk                   | 2:1   | 1. FC Union Berlin |                                                          |
| 20:45            | 61' Silva · 90+2' Forsberg | (0:1) | 25' Becker         | Red Bull Arena, Lipsk Widzów: 47 069 Sędzia: Felix Brych |

### finał
Mecz finałowy odbył się na Stadionie Olimpijskim w Berlinie w dniu 21 maja 2022 roku.
| 21 maja 2022 | SC Freiburg                                     | 1:1 k. 2:4    | RB Lipsk                                    |                                                                       |
| 20:00        | 19' Eggestein                                   | (1:0, k. 2:4) | 76' Nkunku · 57' Halstenberg · 119' Kampl   | Stadion Olimpijski w Berlinie Widzów: 74 322 Sędzia: Sascha Stegemann |
| 20:00        | · Petersen · Günter · Schlotterbeck · Demirović | Rzuty karne   | · Nkunku · Orbán · Olmo · Benjamin Henrichs | Stadion Olimpijski w Berlinie Widzów: 74 322 Sędzia: Sascha Stegemann |

| Puchar Niemiec w piłce nożnej 2021/2022 zwycięzcy |
| ------------------------------------------------- |
| RB Lipsk 1. tytuł                                 |